# Ostrov tisíce drahokamů
Ostrov tisíce drahokamů (1964) je dobrodružný román pro mládež českého spisovatele Mirko Paška odehrávající se na Cejlonu.

## Obsah románu
Román vypráví příběh dvou chlapců z rybářské vesnice na Cejlonu: Jmenují se Bandala a Tikiri a jsou stejně jako tisíce ostatních odkázáni na milost a nemilost plantážníka, pro kterého musí pracovat vlastně jako otroci. Nechtějí se s tímto osudem smířit, proto uprchnou a hledají si nový domov, kde by nebyl oběťmi plantážníkovy zvůle.
Putování obou chlapců po ostrově je plné dobrodružných i veselých příhod, při kterých se potkávají s mnoha různými lidmi, přičemž pomoc nacházejí pouze u těch, kteří trpí podobně jako trpěli oni ve své vesnici. Do té se nakonec vrátí. Z cesty si ale přinesli velké poučení, že proti bezpráví je třeba bojovat, že je jen na nich vybojovat si svobodný život. 